# Сусолівська сільська рада
Сусолівська сільська рада — орган місцевого самоврядування у Самбірському районі Львівської області. Адміністративний центр ради — село Сусолів.

## Загальні відомості
Сусолівська сільська рада утворена в лютому 1940 року. Територією ради протікає річка Дністер.

## Населені пункти
Сільській раді підпорядковані населені пункти:
- с. Сусолів
- с. Задністряни
- с. Малинів
- с. Подільці

## Склад ради
Рада складається з 16 депутатів та голови.

### Керівний склад попередніх скликань
| ПІБ                           | Основні відомості                                                             | Дата обрання | Дата звільнення |
| ----------------------------- | ----------------------------------------------------------------------------- | ------------ | --------------- |
| Галушка Володимир Петрович    | Сільський голова, 1967 року народження                                        | 26.03.2006   | 31.10.2010      |
| Бабій Володимир Володимирович | Сільський голова, 1989 року народження, освіта незакінчена вища, безпартійний | 31.10.2010   |                 |

Примітка: таблиця складена за даними джерела